# شهيد أنور
شهيد أنور (5 يوليو 1968 - ) (بالأردوية: شاہد انور)‏ (بالإنجليزية: شاہد انور)‏ هو لاعب كريكت باكستاني.

## وصلات خارجية
- شهيد أنور على موقع إي آس بي آن كريك إنفو (الإنجليزية)